# Szobonya-címer

## Szobonya 1359 (1. sz. változat)
Szobonya János rábaközi alispán és kapuvári várnagy címerének 1. sz. változata.

### Címerleírás
Címerpajzs: ismeretlen. Sisak: csuporsisak. Sisakdísz: három-három gömbbel (két kisebb között egy nagyobb) tűzött bivalyszarvpár. Takaró: hiányzik.

## Szobonya 1359 (2. sz. változat)
Szobonya János címerének 2. sz. változata.

### Címerleírás
Címerpajzs: ismeretlen. Sisak: nagy csöbörsisak. Sisakdísz: három-három gömbbel (két kisebb között egy nagyobb) tűzött bivalyszarvpár. Takaró: ismeretlen, hullámos, ép szélű.

## födémesi Szobonya 1411 (1. sz. változat)
Födémesi Szobonya Imre barsi alispán címerének 1. sz. változata

### Címerleírás
Címerpajzs: ismeretlen. Sisak: jobbra néző csuporsisak. Sisakdísz: három-három hárslevéllel tűzött bivalyszarvpár. Takaró: hiányzik.

## födémesi Szobonya 1411 (2. sz. változat)
Födémesi Szobonya Imre címerének 2. sz. változata.

### Címerleírás
Címerpajzs: ismeretlen. Sisak: nagy csöbörsisak. Sisakdísz: három-három hárslevéllel tűzött bivalyszarvpár. Takaró: ismeretlen, hullámos, ép szélű.

## nagycsebi Szobonya
Sok pecsét maradt fenn nagycsebi Szobonya László teljes aláírásával vagy anélkül 1637-ből.

### Címerleírás
Címerpajzs: kék mezőben zöld, nagy hármas hegyen könyöklő páncélos kar, melynek öklén egy madár ül. Sisakdísz: koronán ülő páncélos kar a madárral. Takaró: kék-arany.

## Szobonya 1789
Szobonya István egy 1789. július 1-jén készült okiratban Abaúj megyei Kér, valamint Zemplén megyei Cselej birtokáról nyilatkozik és aláírását címeres pecsétjével hitelesíti.

### Címerleírás
Címerpajzs: koronán könyöklő kar hajlata fölött lebegő madár. Sisakdísz: ugyanaz. Takaró: ismeretlen.

## nagyendrédi és födémesi Szobonya
A Szobonya József prédikátor által 1830-ban használt címer, melynek leírását Kempelen mint a kihaltnak vélt nagyendrédi és födémesi ág címerét közli.
Véleményem [Szobonya Gyula] szerint inkább a kiterjedt (és már a 14.-15. századfordulón létrejött) nagyendrédi és födémesi ág egyik címerváltozatának kell tekinteni, mely Szobonya V. István hőstettére utal, mi szerint 1664. július 19-én a lévai csatában - miután parancsnoka hősi halált halt - átvette a Koháry huszárezred irányítását, visszafordította a menekülő huszárokat és döntő csapást mért velük a törökre.

### Címerleírás
Címerpajzs: kék mezőben lebegő koronán könyöklő páncélos kar törökfejes kardot tart; a pajzsfőben jobbról nap, balról félhold. Sisakdísz: koronán könyöklő páncélos kar karddal. Takaró: kék-arany.

## Szobonya 1938
Szobonya István gombosi lakos (Bogojevo, Szerbia) lakos pajzspecsétjének rajza 1938-ból.

### Címerleírás
Címerpajzs: lebegő koronán könyöklő páncélos kar törökfejes kardot tart; a pajzsfőben jobbról nap, balról félhold, középen a kard alatt csillag. Sisak, sisakdísz és takaró: hiányzik.

## Szobonya 1628
Szobonya András és utódai egy Bécsben, 1628. október 5-én kelt címereslevéllel kaptak nemességet és címert II. Ferdinándtól. Az okiratot 1629-ben hirdették ki Eperjesen.

### Címerleírás
Címerpajzs: kék mezőben zöld alapon két egymással szemközt álló madár a köztük álló kétágú virágot csipkedi vagy tartja. Sisakdísz: nyitott szárny. Takaró: ismeretlen.

## "buzafalvi" Szobonya
A szakirodalmi adatok arra utalnak, hogy az ősi buzafalvi Szobonya ág - amely Búzafalva (korabeli helyesírása szerint: Buzafalva) településről kapta nevét - kihalt.
A buzafalvi nemesi előnév újrafelvételére irányuló első törekvések Szobonya Józsefnél (1793), Borbála nevű lányánál (Szikszay József neje) és Józsefnek Antal nevű fiától született unokájánál, Sándornál érhetők nyomon. E személyek azonban az 1628-ban címereslevelet kapott Szobonya András leszármazottai. Címerük is erre utal. Ezek alapján a nemesi előnév használatának jogossága igazolásra szorul.

### Címerleírás
Címerpajzs: kék mezőben zöld alapon két egymással szemközt álló madár a köztük álló háromágú virágot csipkedi vagy tartja. Sisakdísz: koronán álló nyitott szárnypár. Takaró kék-vörös.

## Külső hivatkozások
- Wikibooks